# Felto – Filzwelt Soltau

Logo

Felto – Filzwelt Soltau ist ein Museum in der niedersächsischen Stadt Soltau. Das Bildungs- und Erlebniszentrum widmet sich auf rund 1.500 m² dem Thema Filz. Die Eröffnung fand am 1. August 2015 statt. Jährlich werden mindestens 50.000 Besucher erwartet.
Felto ist eine Kooperation zwischen der Soltauer Filzfabrik Gebr. Röders AG und der gemeinnützigen Stiftung Spiel, die bereits das Spielmuseum Soltau betreibt. Neben der Präsentation von Herstellung und Nutzungsmöglichkeiten von Filz steht insbesondere der Faktor „Mitmachen und Ausprobieren“ im Stile eines Science Centers im Vordergrund.

## Geschichte

### Historie der Filzverarbeitung in Soltau

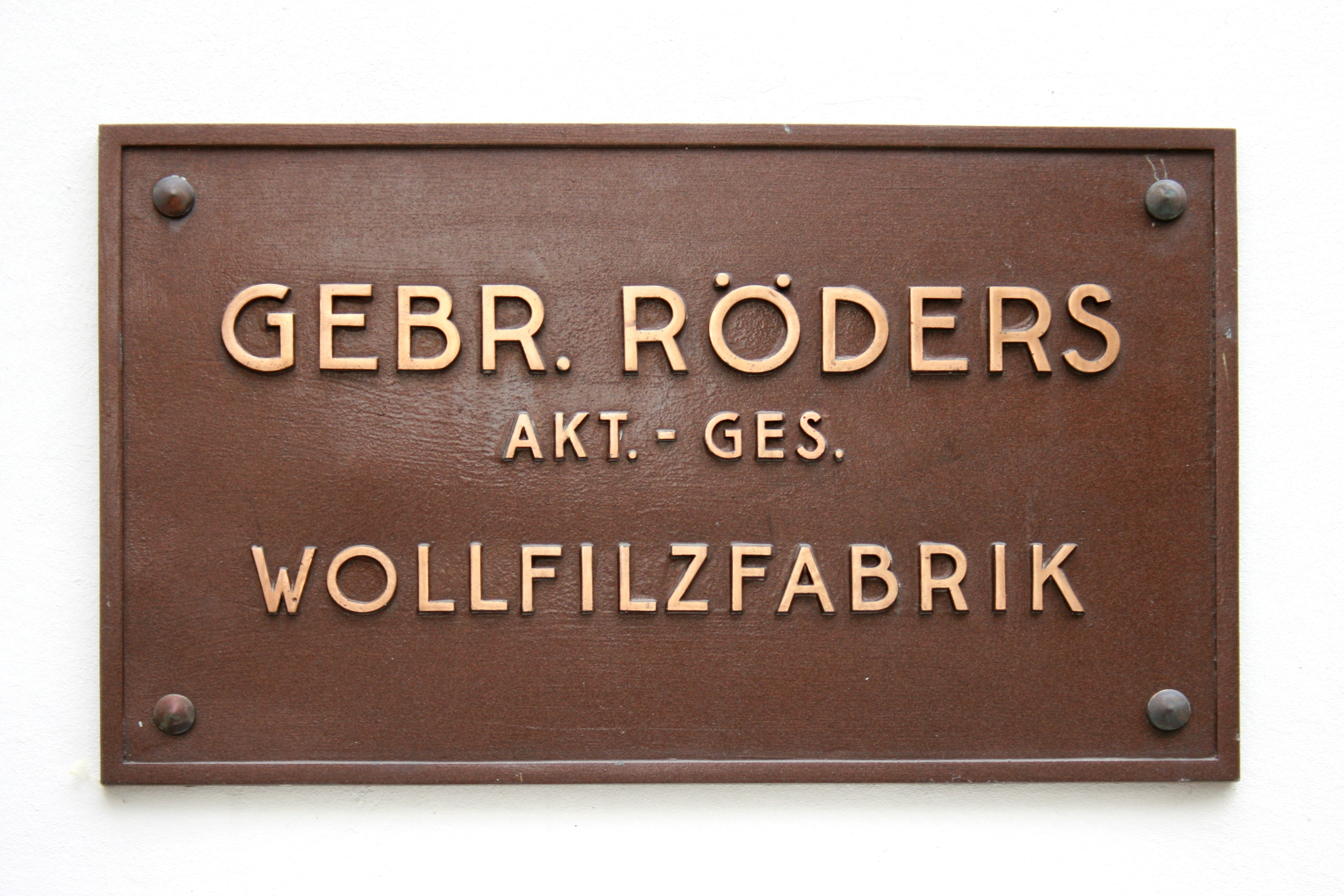
Filzfabrik Gebr. Röders AG

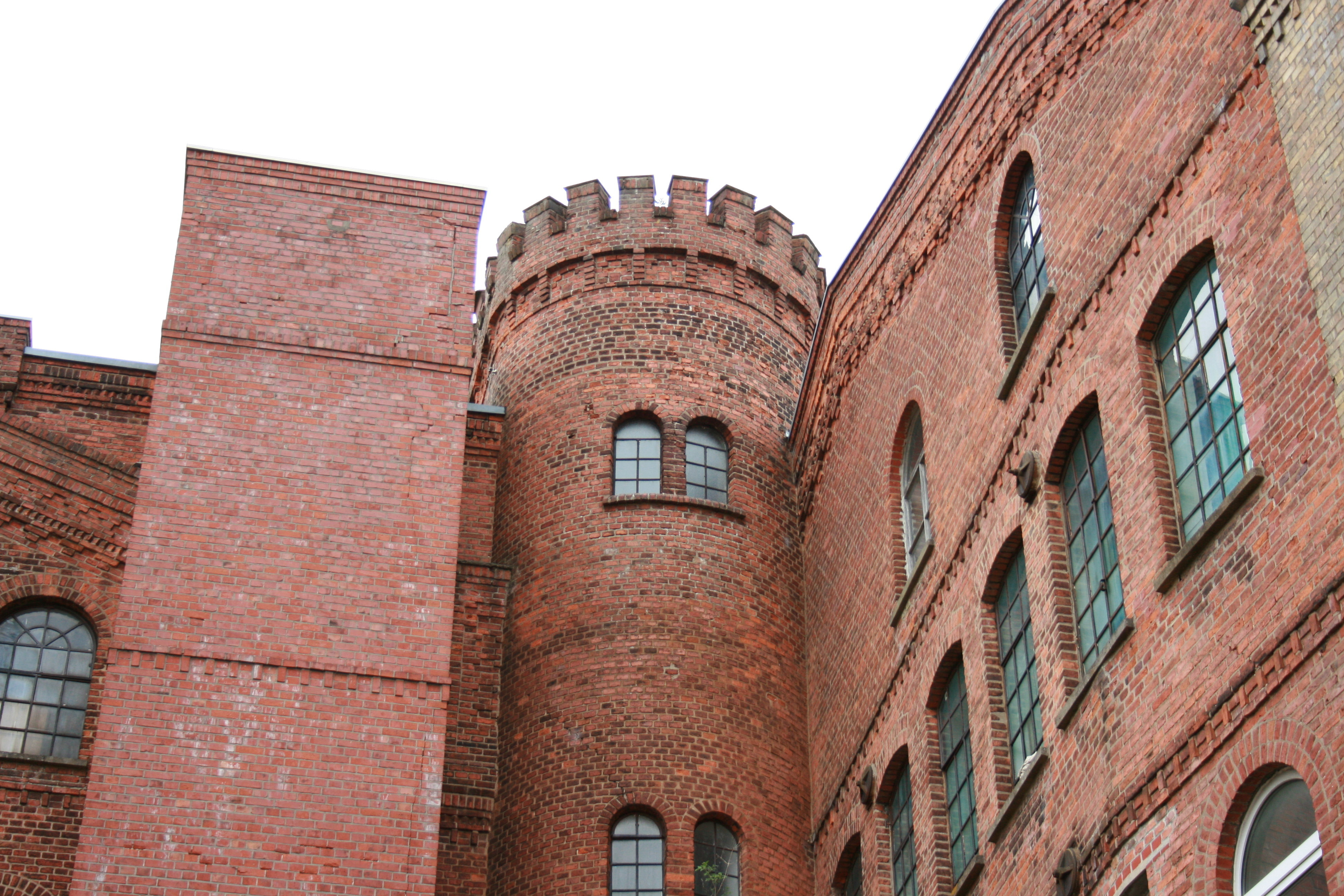
Fabrikgebäude der Gebr. Röders AG

1851 begann eine Betriebsabteilung der Soltauer Firma Carl Breiding & Sohn mit der Produktion von Wollfilzprodukten in Soltau. 1922 wurde diese in das eigenständige Unternehmen Gebr. Röders AG ausgelagert. Ab 1966 wurde in der Fabrik auch Nadelfilz hergestellt. Daraus ergab sich 1972 die erste Produktion von Filterfilzen. 1986 erhielt das Unternehmen ein Patent für die Fertigung von Nadelfilzschläuchen. Das Betriebsgelände befindet sich zentral in der Soltauer Innenstadt.
Das für die Filzwelt genutzte denkmalgeschützte Backsteingebäude wurde 1877 errichtet und nach einem Brand 1886 wieder aufgebaut. Es wurde vor dem Umbau als Lager und Archiv genutzt und grenzt direkt an die Marktstraße an.

### Planungen und Bau der Filzwelt
Als Grundlage der Idee Filzwelt gilt ein Städtebaulicher Vertrag, den die Gebr. Röders AG und die Stadt Soltau im Jahr 2000 unterzeichnet hatten und der eine Öffnung des Fabrikhofes an der Fußgängerzone für die Allgemeinheit vorsieht. Erste Überlegungen zur Filzwelt fanden bereits 2005 statt. 2008 startete eine Machbarkeitsstudie, die mit 23.000 Euro aus EU-Mitteln und etwa 8.000 Euro der Stiftung Spiel finanziert wurde. Für die Kooperation erhielt die Gebr. Röders AG 2008 den KulturKontakte-Preis des Landes Niedersachsen.
Zunächst waren Investitionen in Höhe von 5,8 Millionen Euro veranschlagt, was die Oberfinanzdirektion als zu hoch ablehnte. Daraufhin wurde die Planung überarbeitet, beispielsweise wurde nun statt eines runden ein eckiger Aufzug gewählt. Auch der Umbau des historischen Gebäudeturms in einen Aussichtsturm wurde gestrichen. Schließlich wurden insgesamt 4,9 Millionen Euro in die Filzwelt investiert. Davon fließen 3,42 Millionen Euro über die NBank aus EU-Fördermitteln (EFRE), außerdem beteiligten sich u. a. die Stiftung Niedersachsen (300.000 Euro), die Metropolregion Hamburg (400.000 Euro), die Deutsche Bundesstiftung Umwelt (125.000 Euro), die Niedersächsische Sparkassenstiftung und die Kreissparkasse Soltau (300.000 Euro) sowie die Interessengemeinschaft Handel und Gewerbe Soltau (50.000 Euro) mit Zuschüssen.
Der ursprünglich geplante Baustart im Juli 2013 verzögerte sich, so dass schließlich im März 2014 mit dem Bau begonnen wurde. Einzige äußere Veränderung am Gebäude ist der 23,70 Meter hohe Fahrstuhlturm mit Aussichtsplattform. Ein Teil des Fabrikinnenhofes (Röders-Hof) im Eingangsbereich der Filzwelt wird mit in die Fußgängerzone eingebunden.
Die Agentur Kunstraum GFK aus Hamburg ist für die Ausstellungskonzeption verantwortlich.

### Eröffnung der Filzwelt
Die Eröffnung fand am 1. August 2015 statt. Eine feierliche Einweihung wurde am 23. Juli 2015 veranstaltet. Der Betrieb von Felto lag in der Hand einer gemeinnützigen Aktiengesellschaft, an der der Landkreis Heidekreis und die Stiftung Spiel beteiligt sind. Jeder Bürger konnte ebenfalls Anteile kaufen.
Die aktuelle Rechtsform der Felto ist eine Gemeinnützige GmbH.
Mitarbeiter der Minerva aus den Heide-Werkstätten werden Teile des Besucherservices übernehmen. Vier wissenschaftlich qualifizierte Mitarbeiter sollen das hauptamtliche Kernteam bilden.

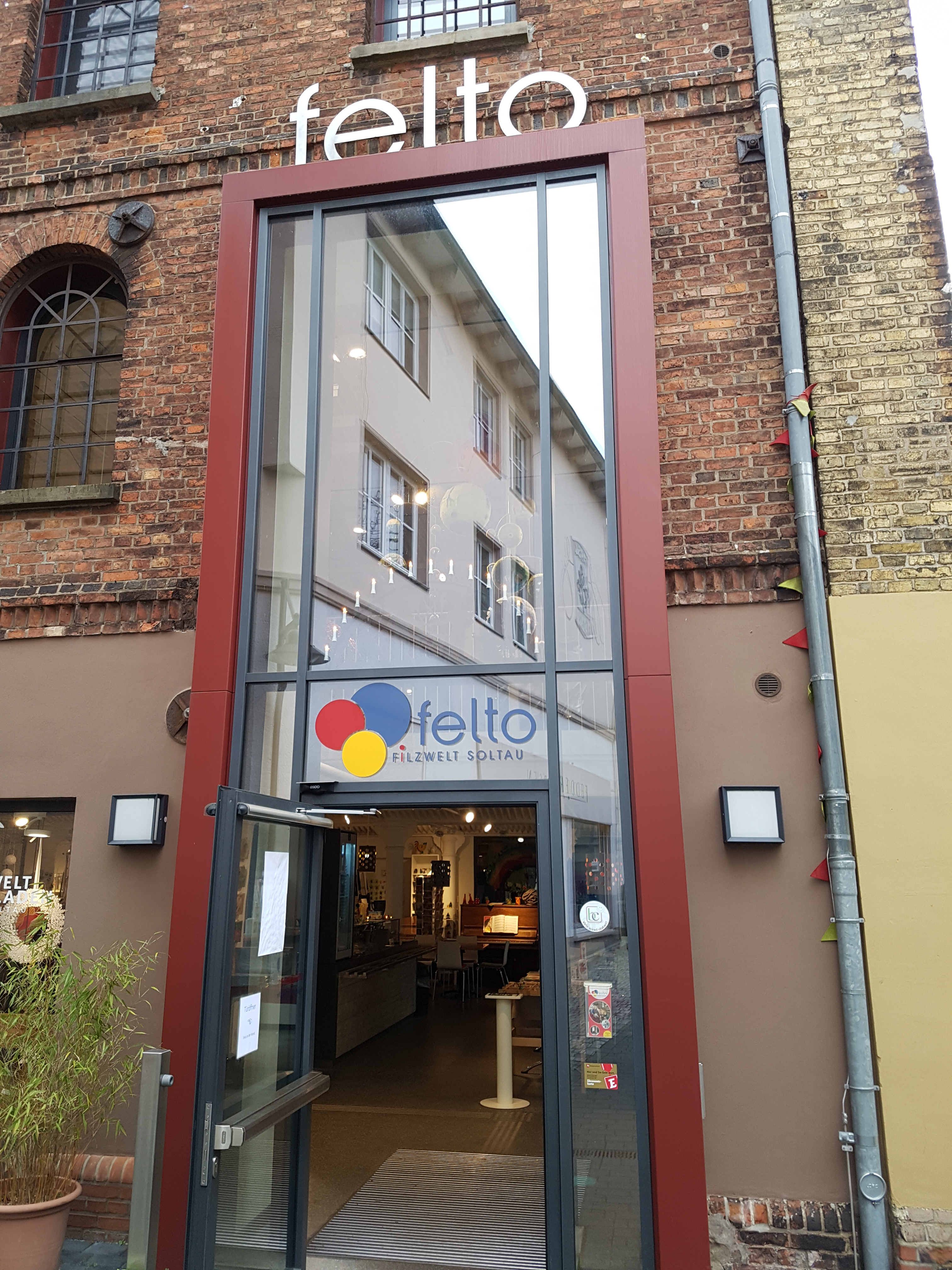
Eingangsbereich der Filzwelt
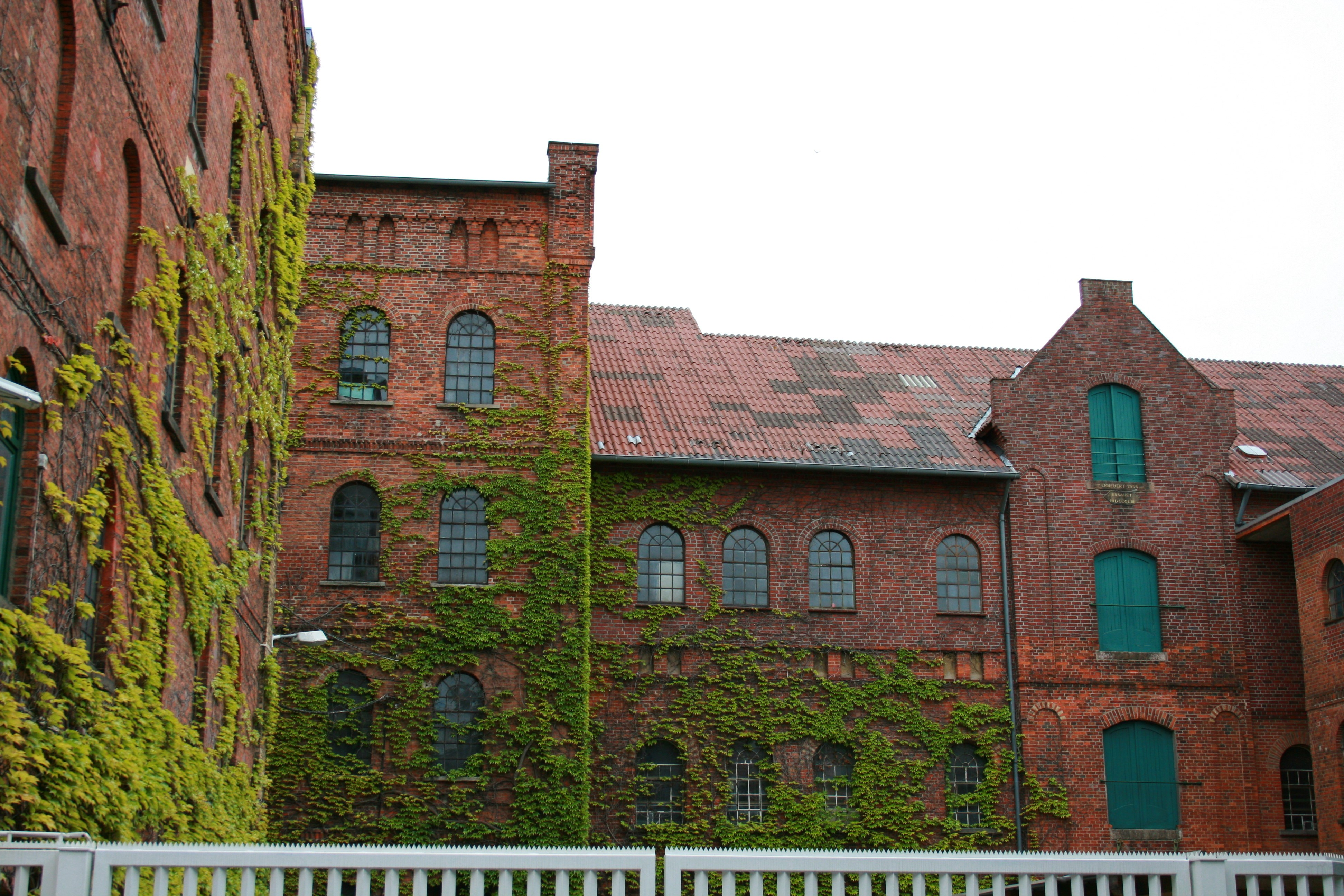
Gebäude der Filzwelt
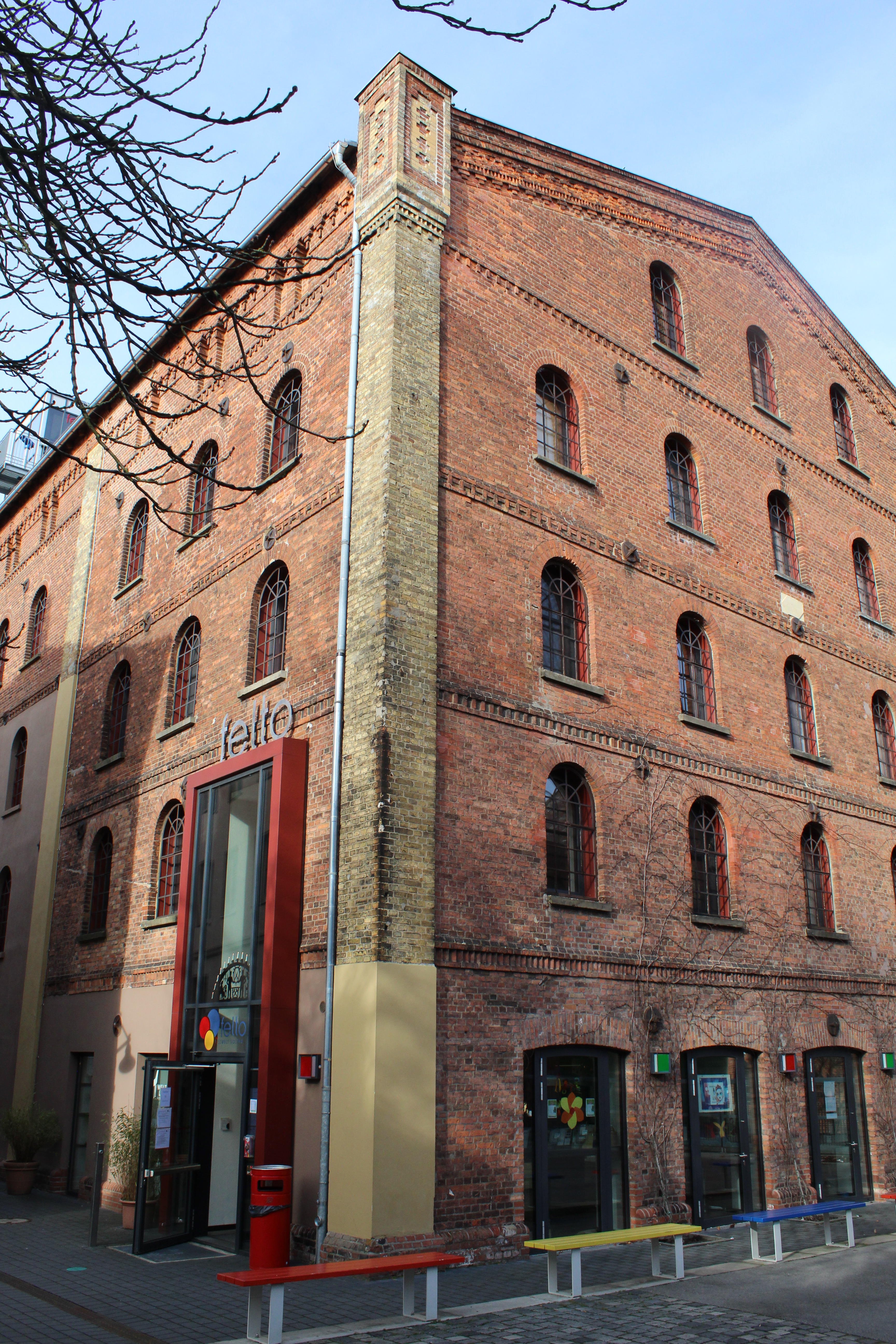
Gebäude der Filzwelt
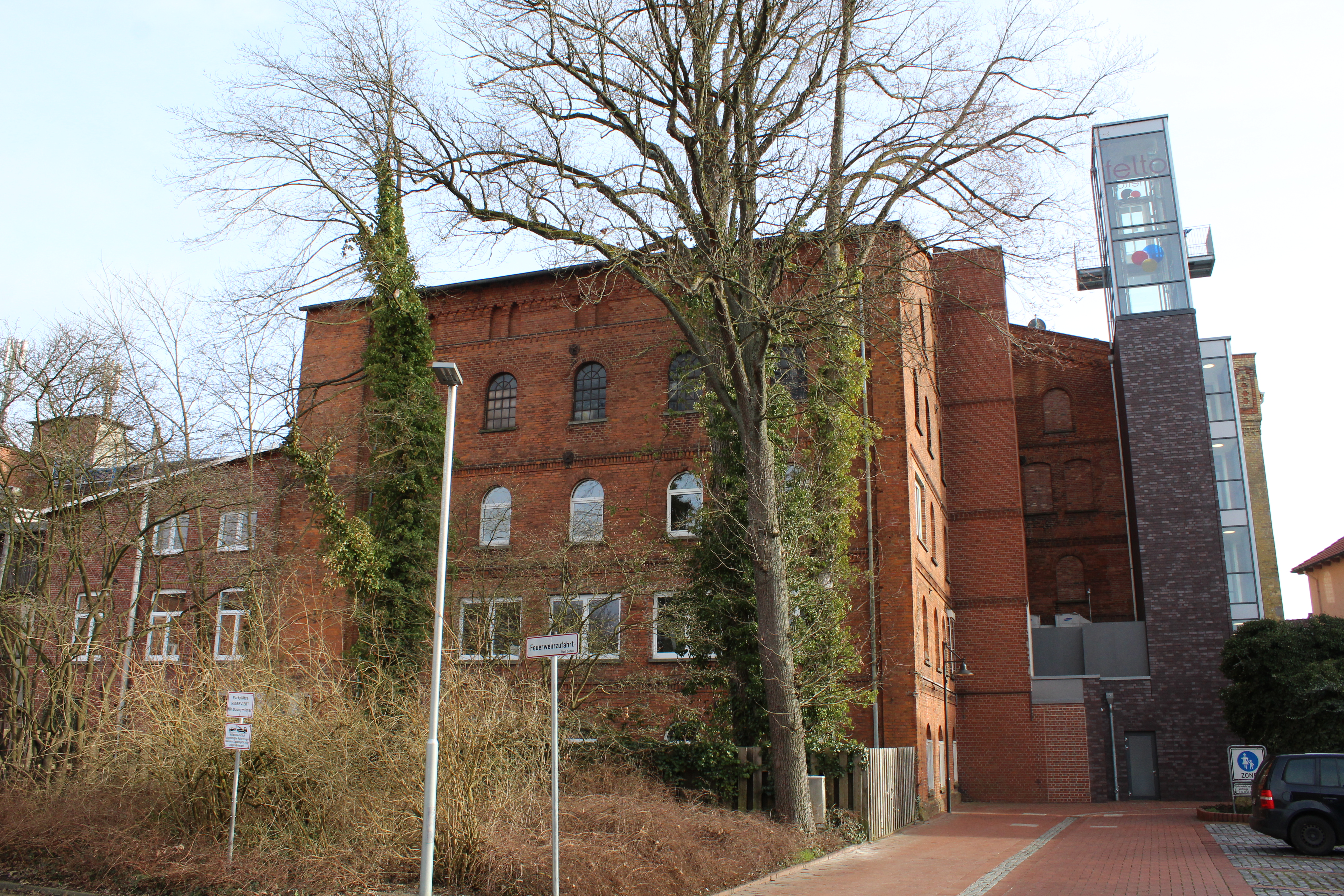
Fahrstuhl und Aussichtsplattform der Filzwelt

## Ausstellung
Die Ausstellung wird 1.360 m² auf fünf barrierefreien Etagen umfassen. Im Erdgeschoss wird sich ein Filzmarkt mit Shop, Eine-Welt-Laden, Bistro, Recycling-Werkstatt und Künstleratelier befinden. Im ersten Stockwerk können die Besucher mit zahlreichen Experimentierstationen und in einer Spiellandschaft Filz sinnlich erleben. In der zweiten Etage wird die manuelle und industrielle Produktion präsentiert, begleitet von historischen Hintergründen zur Geschichte des Standortes. Das dritte Stockwerk zeigt anhand von zahlreichen Ausstellungsstücken aus Kunst, Design, Technik und Alltag die vielfältigen Einsatzmöglichkeiten von Filz auf. Ein Schwerpunkt liegt dabei auf frühem Filzspielzeug der Firma Steiff. In der obersten Etage ist eine Kunstgalerie und ein Veranstaltungsraum vorgesehen. Eineinhalb Geschosse höher liegt die Aussichtsplattform, die einen Blick über die Dächer Soltaus gewährt.

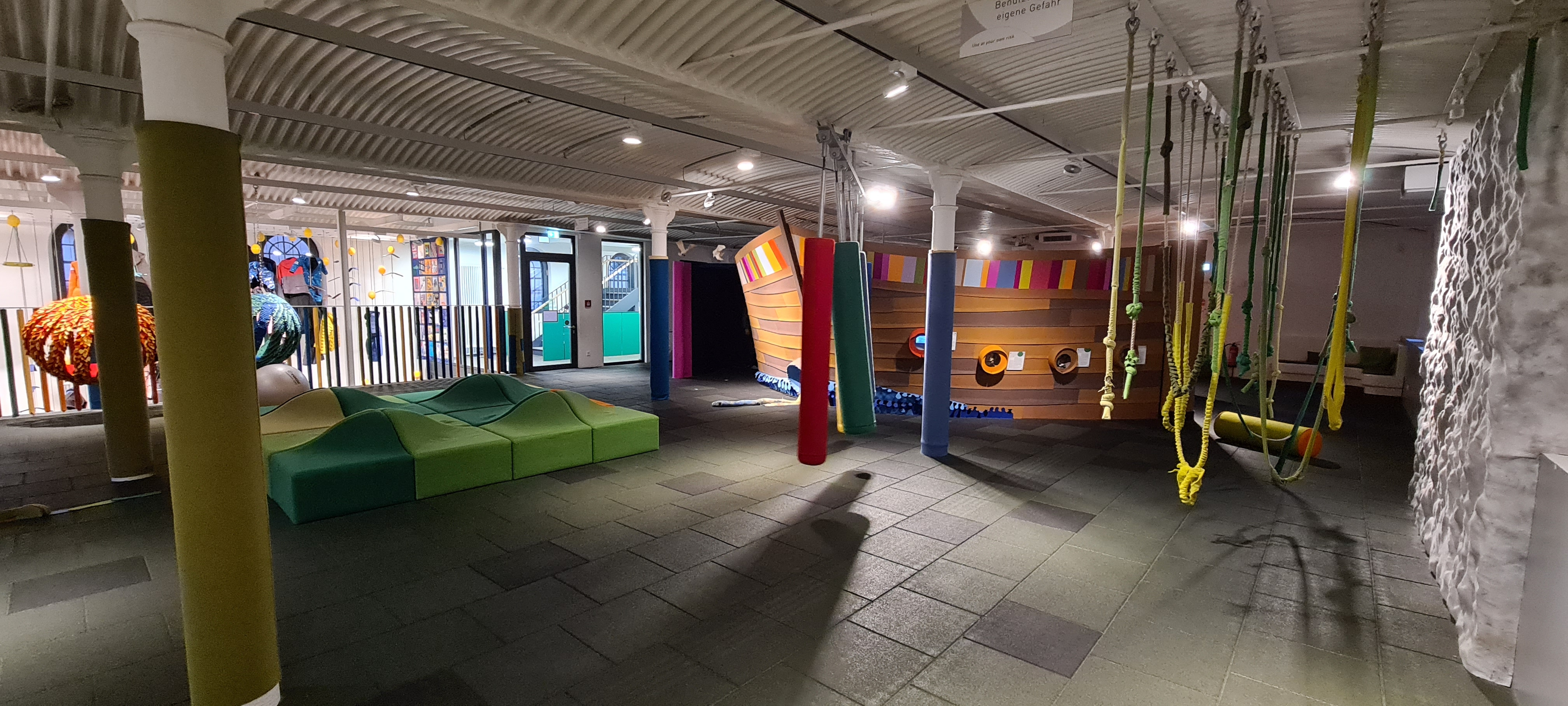
Ausstellungsebene Phänomen Filz
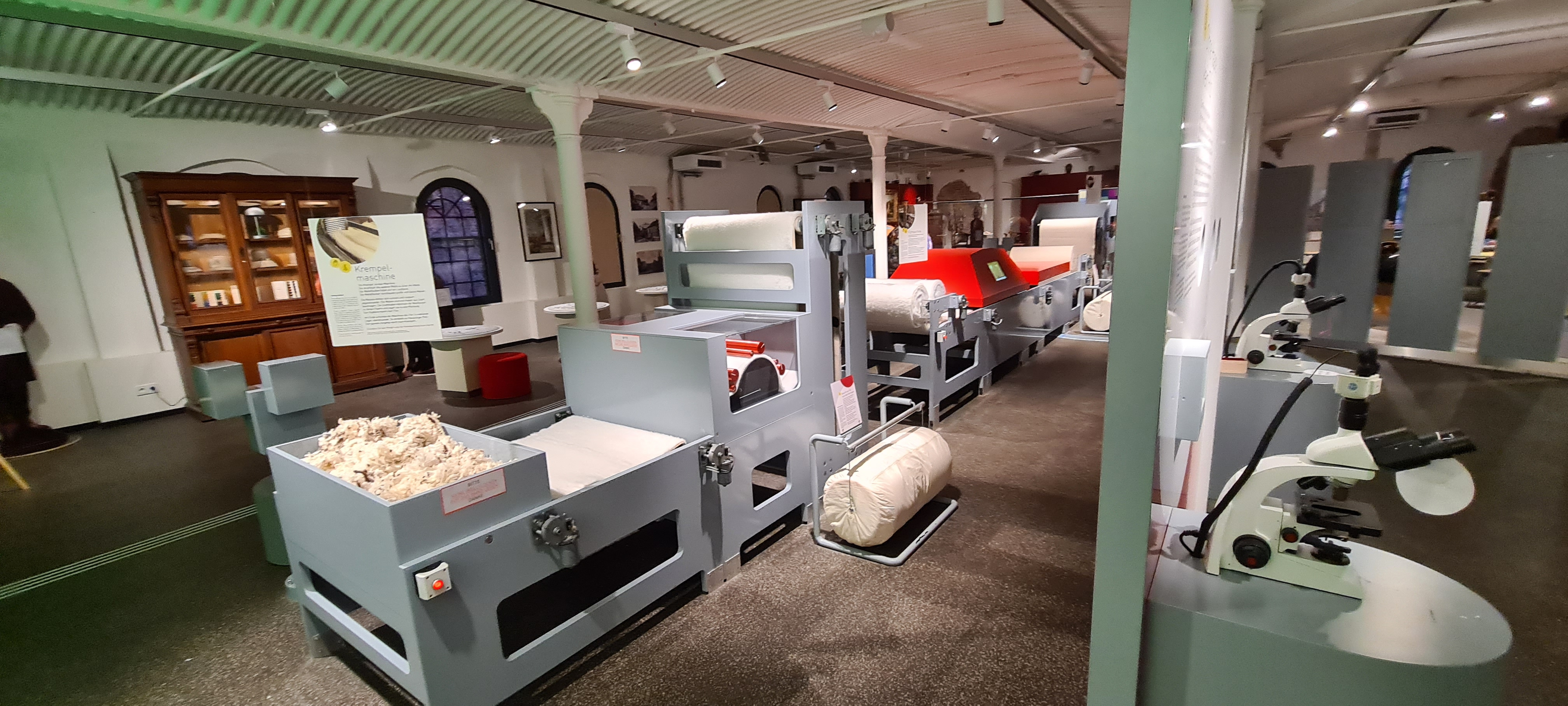
Ausstellungsebene Produktion
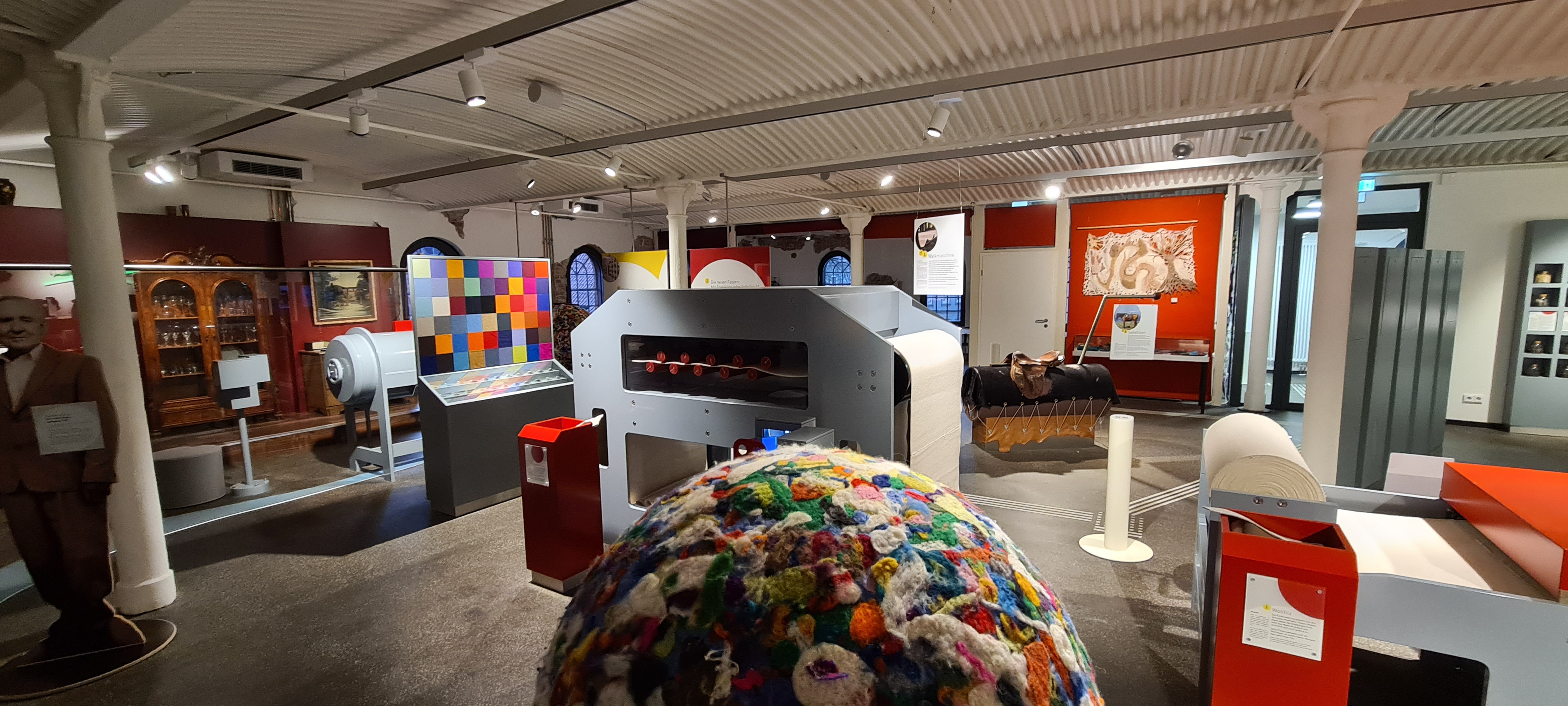
Ausstellungsebene Produktion
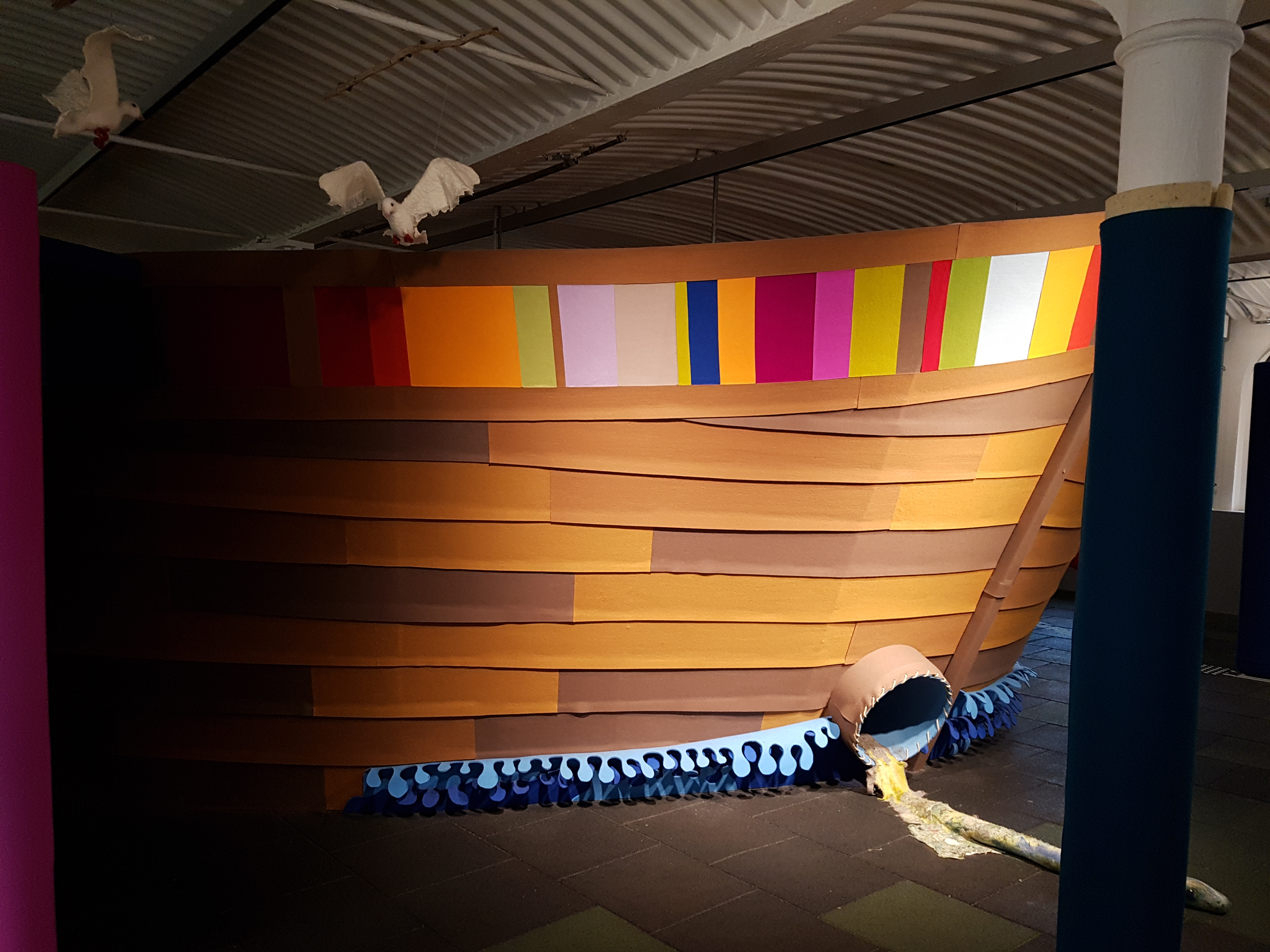
Arche Noah aus Filz